# Telmatherinidae
Telmatherinidae (Regenboogvissen) zijn een familie van straalvinnige vissen uit de orde van Koornaarvisachtigen (Atheriniformes).

## Geslachten
- Kalyptatherina Saeed & Ivantsoff, 1991
- Marosatherina Aarn, Ivantsoff & Kottelat, 1998
- Paratherina Kottelat (ex Aurich), 1990
- Telmatherina Boulenger, 1897
- Tominanga Kottelat, 1990